# آيلنبورغ
آيلنبورغ (بالألمانية: Eilenburg) هي بلدة ألمانية و Grosse Kreisstadt تقع في ألمانيا في ساكسونيا.  يقدر عدد سكانها بـ 17,279 نسمة .

## المدن التوأمة
مدينة تيراسبول هي مدينة توأمة لـآيلنبورغ.

## أعلام
- كريستيان إرنست وايس
- أودو ليمان
- أوسكار هوكر